# Oscar Fredrik Strokirk
Oscar Fredrik Strokirk, född 21 februari 1860 på Degernäs herrgård, då i Karlskoga socken, Örebro län, död 22 oktober 1926 i Överjärna församling, var en svensk militär och författare.

## Uppväxtår och studier
Strokirk var son till löjtnanten Elias Carl Strokirk (1814–1887) och Ulrika Charlotta Emerentia Hammarhjelm (1823–1901) som var dotter till landshövdingen Carl Fredrik Hammarhjelm. Han tillhörde en släkt med brukstraditioner som i flera generationer hade varit ägare till bruksegendomar i Karlskoga och Nysunds socknar.
Strokirk inskrevs 1872 vid Karlstads högre elementarläroverk och avlade studentexamen där 1879. Han blev volontär vid Nerikes regemente 1877 och avlade officersexamen vid Krigsskolan på Karlberg 1880.

## Karriär
Strokirk blev underlöjtnant vid Livregementet till fot 1880 och löjtnant 1886 för att slutligen bli kapten där från 1898. Som kapten blev han kompanichef och förordnad att vara chef för Örebro kompani 1901. Han begärde avsked från stat 1912 och placerades då i Livregementets grenadierers reserv. Under sin tid i armen genomgick han flera utbildningsskolor och fullgjorde ett flertal kommenderingar, bland annat studerade han vid Kavalleri-skjutskolorna på Rosersberg, Ridskolan i Örebro, ridskolan på Strömsholm och militärinstruktörskursen vid Gymnastiska Centralinstitutet 1887–1888. Han var befälhavare för Kungsörs kompaniområde N:o 146. 1893–1900, befälhavare för Kumla kompaniområde N:o 119, 1900–1902. Kursen vid Gymnastiska Centralinstitutet ledde till att han en tid arbetade som gymnastiklärare vid Karolinska och Tekniska läroverken i Örebro. Som skribent medverkade han från 1890-talet med artiklar i dagstidningar och tidskrifter, huvudsakligen med personhistoriska och genealogiska spörsmål.

## Familj
Strokirk var gift med Hilma Augusta Helling (1868–1941) som var dotter till landssekreteraren Nils Peter August Helling (1825–1908). Makarna fick döttrarna Viveka Ulrika och Eleonore Julie.